# Bactris pliniana
Bactris pliniana är en enhjärtbladig växtart som beskrevs av Granv. och Andrew James Henderson. Bactris pliniana ingår i släktet Bactris och familjen Arecaceae. Inga underarter finns listade i Catalogue of Life.